# Skärhamn
Skärhamn er en svensk by i Västra Götalands län i landskabet Bohuslen. Den ligger på den vestlige del af øen Tjörn og er Tjörns kommunes administrationsby. Den havde i 2010 3.193 indbyggere.
Byen har været mest kendt for at være Sveriges største hjemmehavn for mindre tonnage og hjemsted for rederiet AB Transatlantic (tidligere B&N). Byen er måske nu mere kendt som hjemsted for Nordiska akvarellmuseet.